# Giannīs Zaradoukas
Giannīs Zaradoukas (in greco: Γιάννης Ζαραδούκας; Atene, 12 dicembre 1985) è un ex calciatore greco, di ruolo difensore.